# Artiom Alichanian
Artiom Isaakowicz Alichanian (ros. Артём Исаакович Алиханьян, orm. Արտեմ Իսահակի Ալիխանյան, ur. 24 czerwca 1908 w Tbilisi, zm. 25 lutego 1978 w Erywaniu) – ormiański radziecki fizyk.

## Życiorys
Był bratem Abrama Alichanowa. W 1931 ukończył Leningradzki Uniwersytet Państwowy, w 1934 wraz z bratem i z M.S. Kozodajewem odkrył emisję par pozyton-elektron przez ich wzbudzone jądra. Prowadził badania i pisał prace naukowe na temat fizyki atomowej i promieniowania kosmicznego. W 1943 został dyrektorem założonego przez siebie Erewańskiego Instytutu Fizycznego, w 1946 członkiem korespondentem Akademii Nauk ZSRR. W 1945 założył wysokogórską stację mającą badać promieniowanie kosmiczne, w 1947 wraz z bratem odkrył istnienie mezonów o masie większej niż masa mionu. Był dwukrotnym laureatem Nagrody Stalinowskiej (1943 i 1948) i dwukrotnym kawalerem Orderu Czerwonego Sztandaru Pracy.